# (464555) 2016 CW42
(464555) 2016 CW42 es un asteroide perteneciente al cinturón de asteroides, descubierto el 17 de octubre de 2009 por el equipo Spacewatch desde el Observatorio Nacional de Kitt Peak (Arizona, Estados Unidos).